# دستي جوناس
دستي جوناس (بالإنجليزية: Dusty Jonas)‏ هو منافس ألعاب قوى أمريكي، ولد في 19 أبريل 1986 في مقاطعة ويلسون في الولايات المتحدة.

## وصلات خارجية
- دستي جوناس على موقع الاتحاد الدولي لألعاب القوى (الإنجليزية)
- دستي جوناس على موقع الدوري الماسي (الإنجليزية)
- دستي جوناس على موقع أوليمبيديا (الإنجليزية)
- دستي جوناس على موقع اللجنة الأولمبية والبارالمبية الأمريكية (الإنجليزية)